# Sán Vĩ
Sán Vĩ (tiếng Trung: 汕尾; bính âm: Shànwěi) là một địa cấp thị ở tỉnh Quảng Đông của Trung Quốc. Thành phố này giáp Sán Đầu về phía đông, Mai Châu và Hà Nguyên phía bắc, Huệ Châu về phía tây, và nhìn ra Biển Đông về hướng nam.

## Hành chính
Địa cấp thị Sán Vĩ quản lý 4 đơn vị cấp huyện, bao gồm một quận, 1 thành phố cấp phó địa và 2 huyện.
- Quận Thành (市城区)
- Huyện Hải Phong (海丰县)
- Thành phố cấp phó địa Lục Phong (陆丰市)
- Huyện Lục Hà (陆河县)

Các đơn vị này lại được chia ra 53 đơn vị cấp hương, bao gồm 40 trấn, 10 hương và 3 phó huyện.